# بينيتويت
بينيتويت هو معدن وحجر كريم نادر أزرق اللون منكون من كريستالات الباريوم والتيتانيوم ، وجدت في معدن السربنتينيت . و يتشكل في بيئات الدرجات الحرارة المنخفضة والضغط العالي لمناطق الاندساس عند حدود الصفائح المتقاربة . البينيتويت يتفلور تحت الموجات القصيرة من الأشعة فوق البنفسجية ، والتي تظهرة في لون أزرق لامع إلى الأبيض مزرق. تتوهج بلورات البينيتايت البيضاء الأكثر ندرةً باللون الأحمر تحت ضوء الأشعة فوق البنفسجية طويلة الموجة.
تم اكتشافه في عام 1907 علي يد المنقب جيمس إم كوتش في جبال سان بينيتو في بين سان فرانسيسكو ولوس أنجلوس . أعتقد كوتش أن المعدن المكتشف كان معدن اكسيد الالمونيوم المعروف باسم الياقوت بسبب تشابه في اللون. ولكن في عام 1909 ، تم إرسال عينة إلى جامعة كاليفورنيا ، بيركلي حيث أدرك عالم المعادن الدكتور جورج د. لودرباك أنه المعدن غير يستكشف من قبل.
أطلق عليه اسم بينيتويت لإكتشافة بالقرب من منابع نهر سان بينيتو في مقاطعة سان بينيتو ، بكاليفورنيا .
يوجد البينيتويت في عدد من المواقع المعزولة على مستوى العالم ، ولكن لم يتم العثور على مواد بجود الأحجار الكريمة إلا في مناجمة ولاية كاليفورنيا حيث تم اكتشافها لأول مرة. وتم أكتشافها في مونتانا وأركنساس واليابان وأستراليا
أعلن البينيتويت على أنه جوهرة ولاية كاليفورنيا الرسمية .
يمكن أن تحتوي بلورات البينيتويت غير الكريمة على شكل بلوري سداسي الرؤوس نادر جدًا.

## المعادن والمواقع المرتبطة بها
يتواجد البينيتويت عادةً مع مجموعة من المعادن ، الأخري ناتروليت ، نبتونيت ، جواكينيت ، اعوج والألبيت .

البينيتويت هو معدن نادر يوجد في مواقع قليلة جدًا بما في ذلك مقاطعة سان بينيتو بكاليفورنيا 

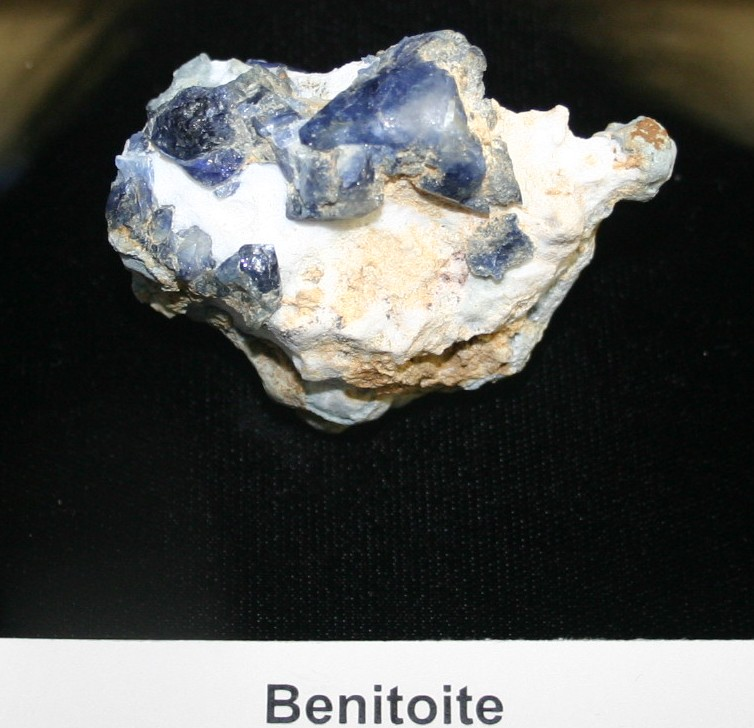
بلورات بينيتويت زرقاء على ناتروليت أبيض ، منجم دالاس للأحجار الكريمة ، شركة سان بينيتو ، كاليفورنيا ، الولايات المتحدة
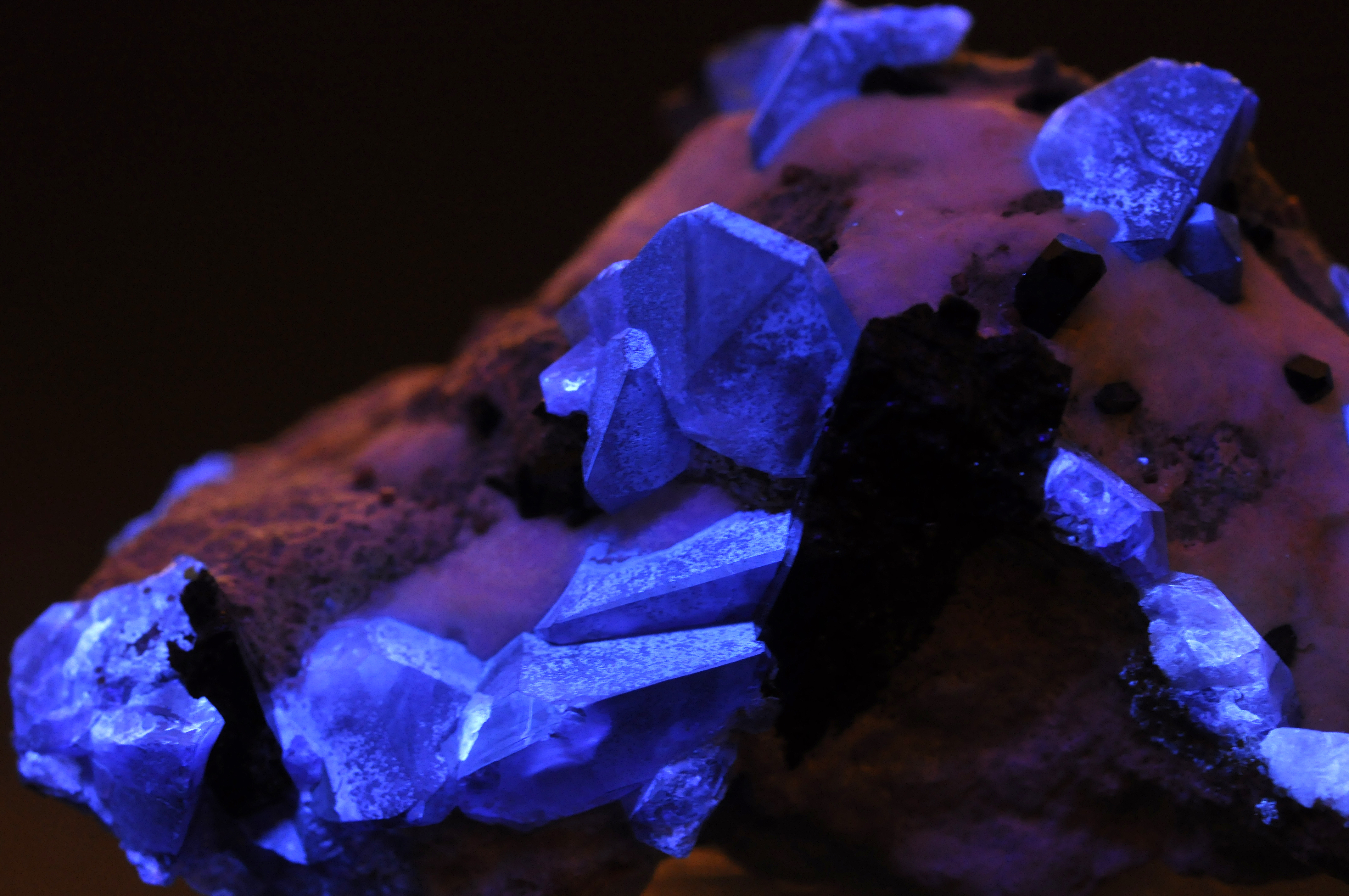
بلورات البينيتويت تحت ضوء الأشعة فوق البنفسجية